# Leonid Bykowiec
Leonid Aleksandrowicz Bykowiec (ros. Леонид Александрович Быковец, ur. 14 grudnia 1921 w Kołomnie, zm. 7 lipca 1997 tamże) – radziecki lotnik wojskowy, Bohater Związku Radzieckiego (1945).

## Życiorys
Po ukończeniu 7 klas został uczniem mechanika, w 1939 ukończył szkolenie w aeroklubie, od 1940 służył w Armii Czerwonej. W 1941 ukończył Kaczyńską Wojskową Wyższą Szkołę Lotniczą Pilotów.
Od grudnia 1942 uczestniczył w wojnie z Niemcami, od 1943 należał do WKP(b). Jako zastępca dowódcy eskadry 28 gwardyjskiego lotniczego pułku myśliwskiego 5 Gwardyjskiej Lotniczej Dywizji Myśliwskiej 11 Lotniczego Korpusu Myśliwskiego 3 Armii Powietrznej 3 Frontu Białoruskiego wykonał w czasie wojny ok. 200 lotów bojowych i strącił osobiście 18 lub 19 samolotów wroga i w grupie 4. W 1947 ukończył wyższą oficerską szkołę nawigatorów, w marcu 1952 jako nawigator lotniczego pułku myśliwskiego został skierowany do Chin i od czerwca 1952 do lipca 1953 uczestniczył w wojnie w Korei, staczając wiele walk powietrznych z amerykańskimi samolotami. W 1960 został zwolniony do rezerwy w stopniu pułkownika.

## Odznaczenia
- Złota Gwiazda Bohatera Związku Radzieckiego (18 sierpnia 1945)
- Order Lenina
- Order Czerwonego Sztandaru (czterokrotnie - 26 sierpnia 1943, 11 września 1943, 1 listopada 1944 i 29 kwietnia 1957)
- Order Aleksandra Newskiego (15 maja 1945)
- Order Wojny Ojczyźnianej I klasy (dwukrotnie - 14 stycznia 1944 i 11 marca 1985)
- Order Czerwonej Gwiazdy (dwukrotnie - 4 czerwca 1954 i 22 lutego 1955)

I medale.